# Garchinger Mühlbach
Der Garchinger Mühlbach ist ein Fließgewässer im Münchner Stadtbezirk Schwabing-Freimann und in der nördlich anschließenden Stadt Garching bei München.

## Lage
Der vom Mühlbach gespeiste Garchinger Mühlbach trennt sich beim Beginn des zum Nordmünchner Kanalsystem gehörenden Schleißheimer Kanals etwa auf der Höhe des Notauslasskanals vom Unteren Schwabinger Altbach und verläuft westlich vom Schwabinger Bach, die Obere Isarau im Westen begrenzend, an der Freimanner Auensiedlung östlich vorbei, unterquert den Münchner Autobahnring, lässt auf der Höhe des Garchinger Gemeindeteils Dirnismaning nach Osten die Gießen abzweigen, unterquert die Bundesstraße 471 und bildet weiter im Norden den Ostrand des besiedelten Gebiets von Garching. Dabei fließt er auch durch das Schulgelände des Werner-Heisenberg-Gymnasiums. Er durchquert das Gelände der Garchinger Mühle und lässt nördlich des Städtischen Obstgartens den Wiesäckerbach östlich abzweigen. Im weiteren Verlauf nähert er sich wieder der Isaraue und nimmt die Gießen und den Griesbach auf. Dann durchquert er das Hochschul- und Forschungszentrum Garching, nimmt auf der Höhe der Garchinger Kläranlage den Wiesäckerbach wieder auf und mündet nach rund 300 m in die Isar.
Die Länge des Bachs beträgt rund 13 km. Die Wassermenge wird mit 2 m³/s angegeben.

## Galerie

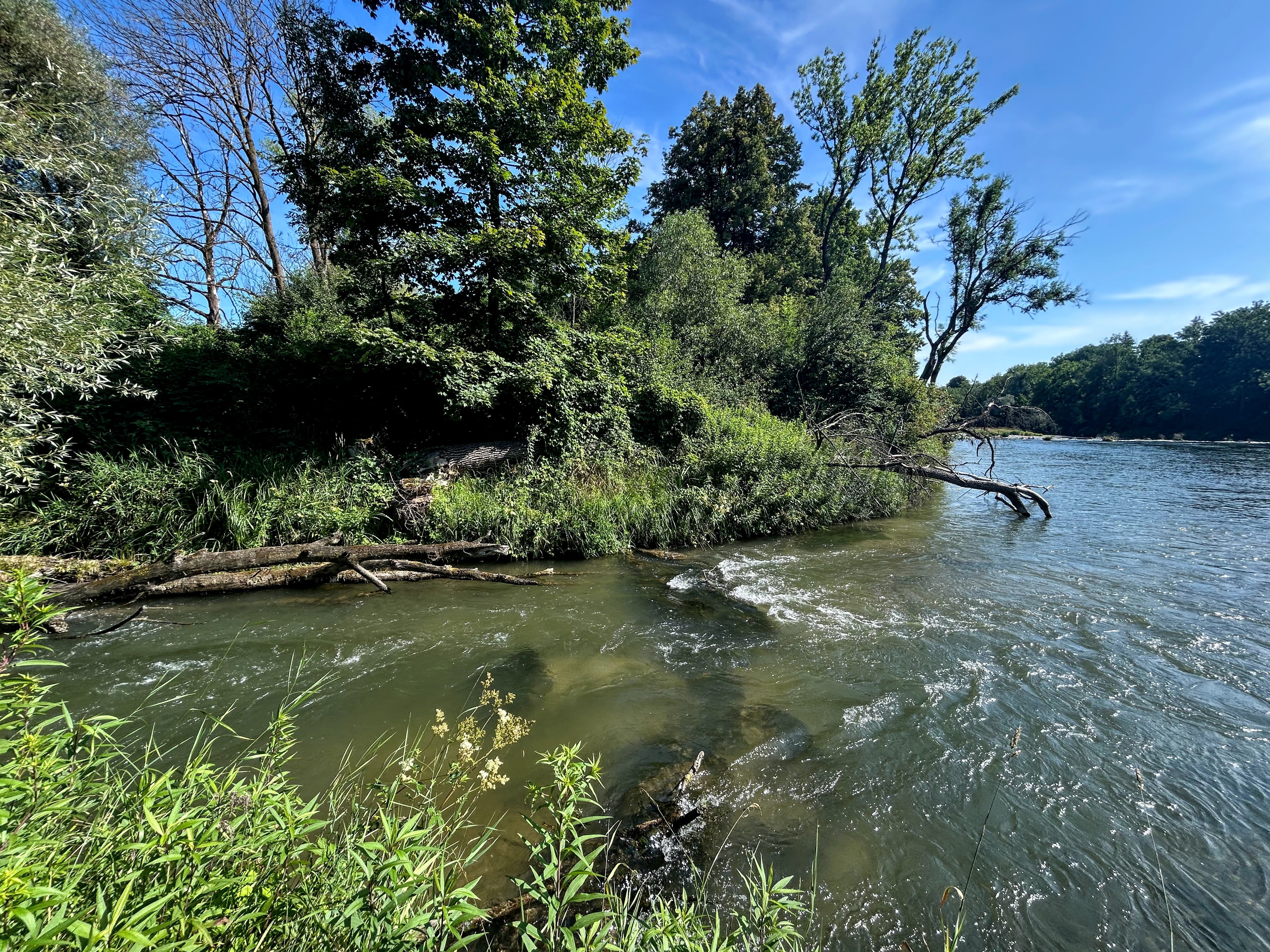
Mündung des Garchinger Mühlbachs in die Isar